# Pontiac G5
O G5 é um sedã compacto da Pontiac, que foi fabricado desde 2004 até 2010. O chassi do Pontiac G5 foi baseado na plataforma Delta da General Motors, compartilhada com outros modelos da GM, como o Chevrolet HHR, o Chevrolet Cobalt, o Saturn ION e o Saturn Astra.

## Segurança
Em termos de segurança, a NHTSA classificou o G5 de 2 portas do ano 2007 com 4 estrelas (motorista) e 5 estrelas (passageiro) em colisão frontal, e 3 estrelas (motorista) e 4 estrelas (passageiro) em colisão lateral.